# Intel 8237

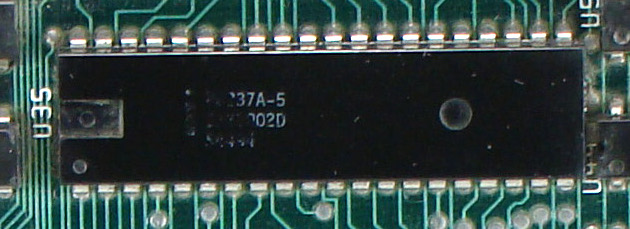
Der 8237A-5 auf einer Hauptplatine

Pinbelegung des 8237

Der Intel 8237 ist ein programmierbarer DMA-Steuerungsbaustein aus der Familie der Peripheriebausteine der 8-Bit-Mikroprozessoren Intel 8080/8085. Er wurde auch in 16-Bit-Systemen mit den Prozessoren Intel 8086/8088 und seinen Nachfolgern und in den ersten IBM-PC eingesetzt.

## Aufbau und Funktion
Der 8237 ist eine Weiterentwicklung des 8257 und wird, wie dieser, im 40-Pin-DIL-Gehäuse geliefert. Mit Hilfe des DMA-Controllers können größere Datenmengen ohne weiteren Eingriff der CPU per schnellem Speicherdirektzugriff in den Systemspeicher übertragen oder ausgelesen werden. Dabei werden Datenraten von bis zu 1,6 MByte/s erreicht. Der 8237 unterstützt vier DMA-Kanäle zur Übertragung von Daten von externen Bauteilen oder Speichern, wobei die Anzahl von Kanälen mit weiteren Bausteinen beliebig erweitert werden kann. Als Peripheriebaustein einer 8-Bit-Mikrocontroller-Familie verfügt der 8237 über 8-Bit Daten- und 16-Bit Adressleitungen, jeder Kanal kann also 64 KByte Speicherbereiche adressieren und mit einem Steuerbefehl bis zu 64 KByte Daten übertragen.
Wenn ein DMA-Kanal einen Datentransfer durchführen möchte, muss der DMA-Controller von dem entsprechenden Kanal über ein Signal DREQ (DMA Request) unterrichtet werden. Daraufhin zeigt der Controller der CPU über ein Signal HRQ (Hold Request) an, dass er auf den Speicher zugreifen möchte. Wenn die CPU den Datenbus freigeben kann, bestätigt sie dieses an den DMA-Controller durch das Signal HLDA (Hold Acknowledge). Dann kann der DMA-Kanal des 8237 den Datentransfer in vier unterschiedliche Betriebsarten durchführen:
- Single Mode

Abwechselnd mit der CPU kann die DMA-Einheit jeweils für einen Speicherzyklus auf den Speicher zugreifen, wobei jeweils Adresszeiger und Wortzähler verringert werden.
- Block Mode

Ein kompletter Block von Daten wird übertragen bis entweder die vollständige Übertragung abgeschlossen worden ist, oder der DMA-Kanal durch ein Signal EOP (End of Process) zum vorzeitigen Beenden aufgefordert wird.
- Demand Mode

Die Datenübertragung wird solange fortgesetzt, bis die Übertragungsanforderung durch Wegfall des Signals DRQ angezeigt wird oder eine der anderen Bedingungen wie im Block Mode den Transfer beendet.
- Cascade Mode

Bei der Kaskadierung von mehreren 8237-Bausteinen werden die entsprechenden DMA-Steuersignale der einzelnen Bausteine zu einer Prioritätskette verknüpft.

## Verwendung
Er wird seit den ersten PCs (IBM-PC und IBM-PC XT) eingesetzt. Im IBM PC AT werden zwei Exemplare verwendet und in kaskadierter Form geschaltet.

## Nachbauten
Der Intel 8237 wurde u. a. an NEC und Siemens lizenziert.

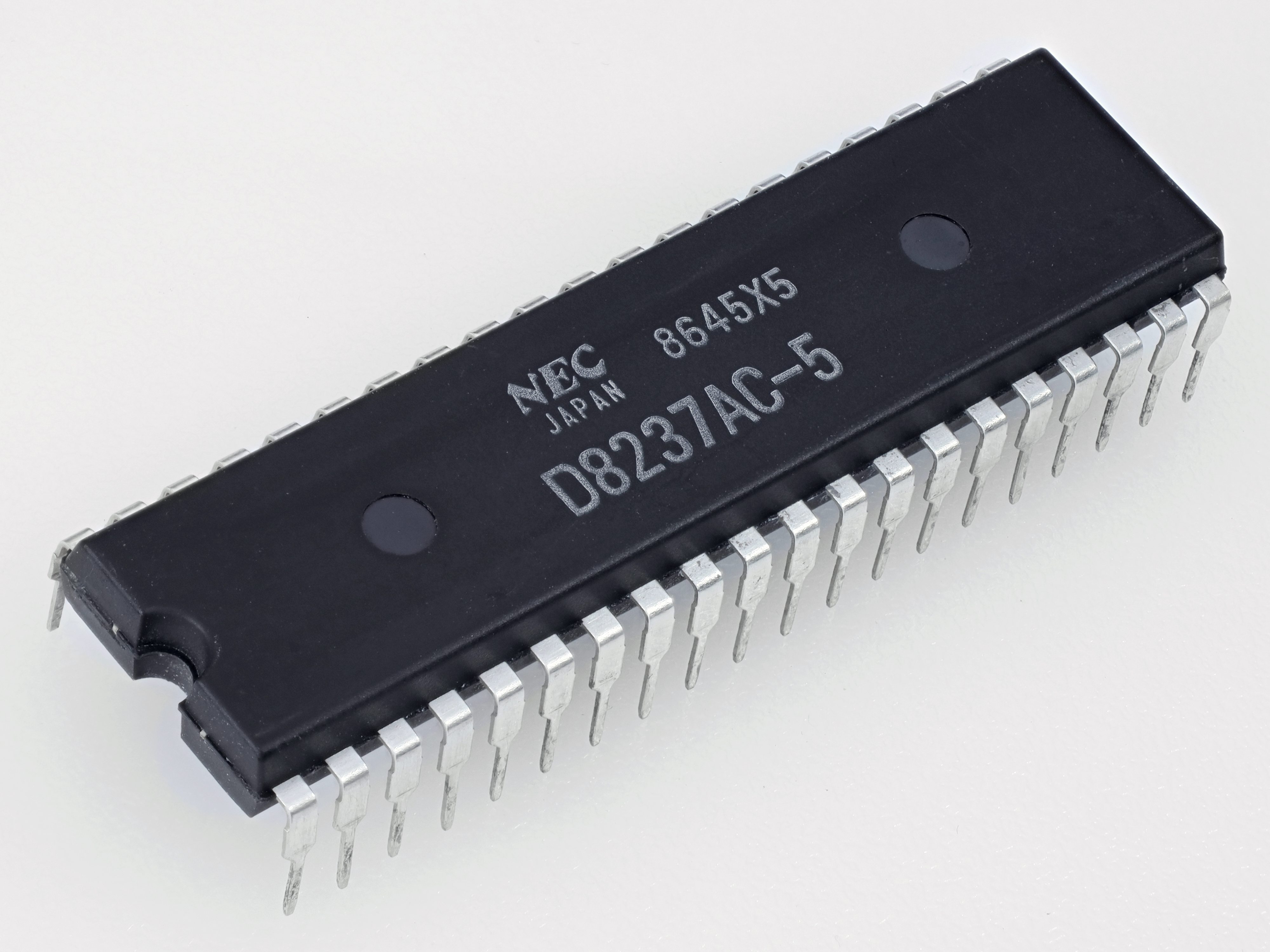
NEC μPD 8237
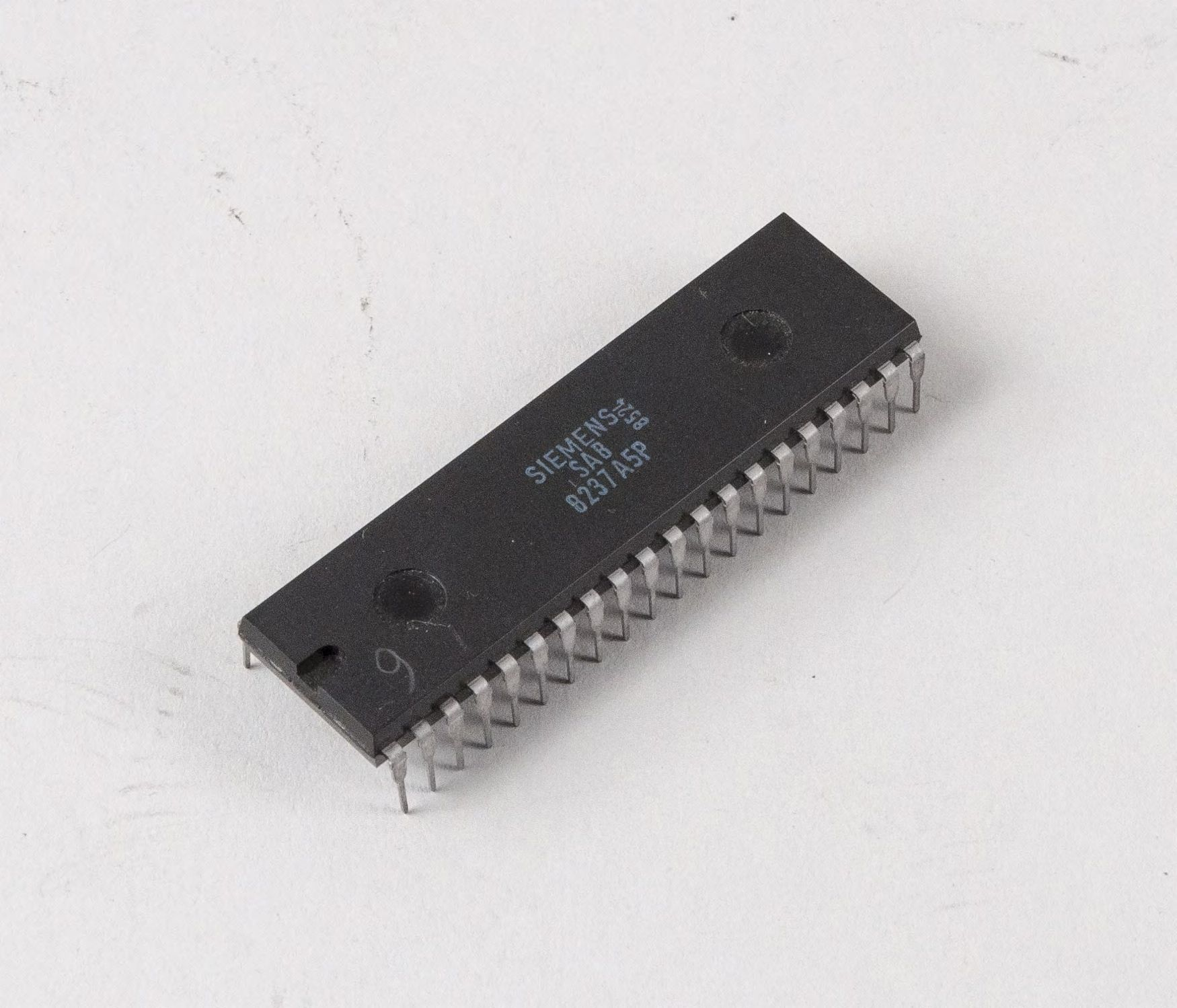
Siemens SAB 8237 im Deutschen Museum
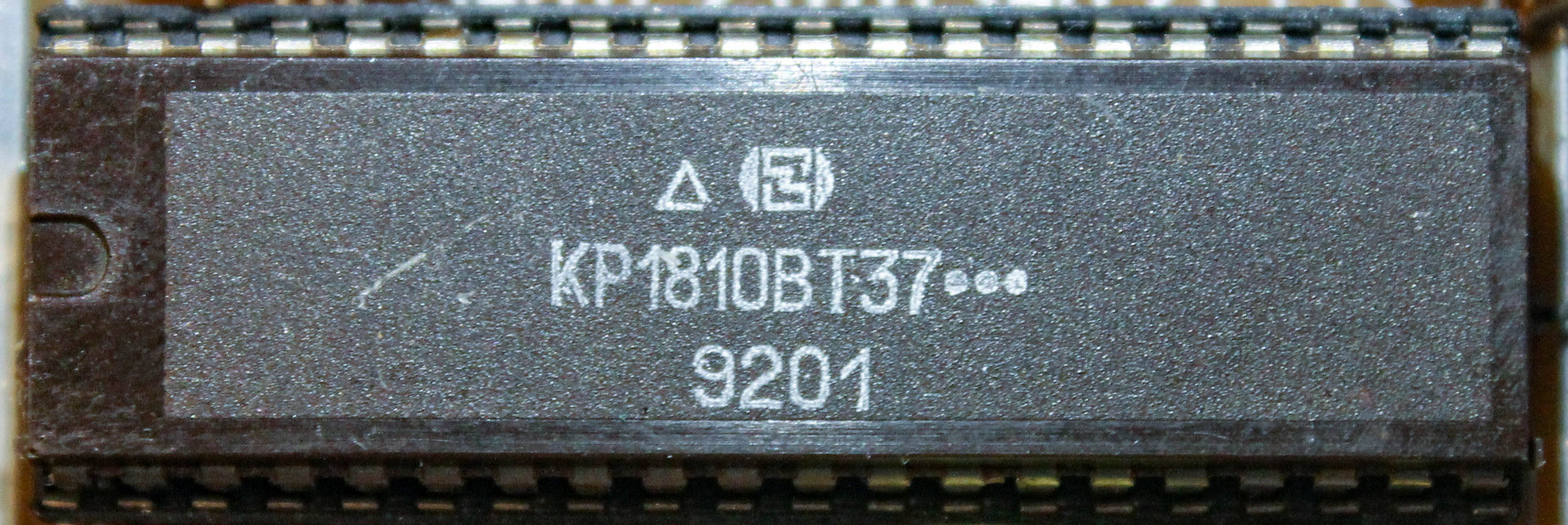
Äquivalenter Schaltkreis KR1810WT37 aus ukrainischer Produktion